# Campionato europeo A di football americano 2005
Il campionato europeo di football americano 2005 (in lingua inglese 2005 American Football European Championship), noto anche come Svezia 2005 in quanto disputato in tale Stato, è l'undicesima edizione del campionato europeo di football americano per squadre nazionali maggiori maschili organizzato dalla EFAF.
Ha avuto inizio il 28 luglio e si è concluso il 30 luglio 2005 a Malmö.

## Stadi
Distribuzione degli stadi del campionato europeo di football americano 2005
| Malmö                       | Hästhagens IP · Malmö IP (Malmö) | Malmö                 |
| Hästhagens IP               | Hästhagens IP · Malmö IP (Malmö) | Malmö IP              |
| 55°35′52.37″N 12°59′14.81″E | Hästhagens IP · Malmö IP (Malmö) | 55°35′42″N 12°59′44″E |
| Capacità: 7 600             | Hästhagens IP · Malmö IP (Malmö) | Capacità: 7 600       |
| Altitudine:                 | Hästhagens IP · Malmö IP (Malmö) | Altitudine:           |
|                             | Hästhagens IP · Malmö IP (Malmö) |                       |

## Squadre partecipanti
| Pr. | Squadra       | Data di qualificazione | Qualificata in quanto        | Ultima partecipazione |
| --- | ------------- | ---------------------- | ---------------------------- | --------------------- |
| 1   | Germania      |                        | 1ª class. all'Europeo 2001   | Europa 2001           |
| 2   | Svezia        |                        | Nazione organizzatrice       | Europa 2001           |
| 3   | Finlandia     |                        |                              | Europa 2001           |
| 4   | Gran Bretagna |                        | Promossa dall'Europeo B 2004 | Europa 2001           |

## Risultati

### Semifinali
| Malmö 28 luglio 2005, ore 14:00 CEST Incontro 1 | Germania  | 34 – 0 (7-0 7-0 7-0 13-0) referto | Gran Bretagna | Hästhagens IP (350 spett.)\| Arbitro: \| P. Pagnon \| |
| Arbitro:                                        | P. Pagnon |                                   |               |                                                       |

| Malmö 28 luglio 2005, ore 18:00 CEST Incontro 2 | Svezia      | 23 – 19 (0-9 9-7 7-3 7-0) referto | Finlandia | Malmö IP (1274 spett.)\| Arbitro: \| T. Hofbauer \| |
| Arbitro:                                        | T. Hofbauer |                                   |           |                                                     |

### Finali

#### Finale 3º - 4º posto
| Malmö 30 luglio 2005, ore 13:00 CEST Incontro 3 | Finlandia   | 34 – 12 (7-0 20-6 7-0 0-6) referto | Gran Bretagna | Hästhagens IP (454 spett.)\| Arbitro: \| T. Hofbauer \| |
| Arbitro:                                        | T. Hofbauer |                                    |               |                                                         |

#### Finale
| Malmö 30 luglio 2005, ore 18:00 CEST Incontro 4 | Germania  | 7 – 16 (7-0 0-7 0-0 0-9) referto | Svezia | Malmö IP (2027 spett.)\| Arbitro: \| P. Pagnon \| |
| Arbitro:                                        | P. Pagnon |                                  |        |                                                   |

## Campione
| Campione d'Europa 2005 e qualificata per il Campionato mondiale di football americano 2007 in Giappone Svezia (1º titolo) Germania e Finlandia agli incontri di qualificazione per il Campionato mondiale di football americano 2007. Gran Bretagna retrocessa nel Campionato europeo B di football americano 2009 in Austria ma successivamente ripescata per integrazione organici. |